# Comatose Vigil A. K.
Comatose Vigil A. K. ist eine 2017 gegründete Funeral-Doom-Band.

## Geschichte
Comatose Vigil A. K. wurde 2017 von Andrei „iEzor“ Karpuchin gegründet. Die Band wurde als Folgeprojekt zu Comatose Vigil initiiert, nachdem es hinsichtlich der Verwendung des Namens der 2016 aufgelösten Gruppe Comatose Vigil zwischen Karpuchin und Alexander „ViG’iLL“ Orlov zu Streitigkeiten kam. In der Vorbereitung tauschte Karpuchin sich mit befreundeten Musikern über die Pläne hinsichtlich einer Fortführung oder Neugestaltung des Bandprojektes aus. Im Ergebnis erklärten sich der amerikanische Schlagzeuger John Devos von Dalla Nebbia und Mesmur, sowie der georgische Bassist, Keyboarder und Gitarrist David „Unsaved“ von Ennui dazu bereit, sich dem Projekt anzuschließen. „Unsaved“ übernahm hinzukommend die Aufgaben des Songwriters. Trotz des auf Karpuchin verweisenden Namenszusatzes ‚A. K.‘ negierte dieser den Eindruck, dass es sich bei der Gruppe um ein Soloprojekt mit zukünftig wechselnden Gastmusikern handeln solle und wertete Comatose Vigil A. K. als vollwertige Band.
Die Gruppe debütierte im Jahr 2018 mit einer Comatose Vigil benannten EP sowie dem Album Evangelium Nihil. Beide Veröffentlichungen erschienen über Non Serviam Records. Insbesondere das Album erfuhr internationale Beachtung und wurde überwiegend positiv besprochen. Vereinzelt wurde das Album jedoch als orientierungslos konzipiert und schlecht abgemischt negativ bewertet.

## Stil
Die Musik von Comatose Vigil A. K. wird dem Funeral Doom zugeordnet. Für die Website Doom-Metal.com wird die von der Gruppe präsentierte Spielform als „dissonante“ und „nebulöse“ sowie als „keyboardlastige“ Variante des Genres beschrieben. Als Vergleich wird besonders auf das Vorgängerprojekt Comatose Vigil verwiesen.
Das langsame Gitarren- und Schlagzeugspiel wird als Basis des Albums wahrgenommen. Das Riffing wird von Kelsey Chapstick in einer Besprechung für das Revolver-Magazin als „atonales heulen und trotten“ beschrieben, während das Schlagzeugspiel als reduziert gilt. Vor diesem Hintergrund breiten sich laut Chapstick atmosphärische und schauerliche Synthesizerflächen aus, welche sich die Musik von jener anderer Vertreter des Genres abhebe. Als ähnlich schauerlich wird der von Karpukhin präsentierte gutturale Gesang beurteilt.

## Diskografie
- 2018: Comatose Vigil (EP, Non Serviam Records)
- 2018: Evangelium Nihil (Album, Non Serviam Records)